# Súper Rugby Aotearoa 2021
El Súper Rugby Aotearoa (Aotearoa en maorí, Nueva Zelanda) de 2021 fue la segunda edición del torneo de rugby profesional entre franquicias neozelandesas del Super Rugby.
Se disputó entre el 26 de febrero y 8 de mayo.

## Sistema de disputa
El torneo se disputó con una fase regular en donde cada equipo enfrentó en partidos de ida y vuelta totalizando una cantidad de ocho partidos.
Luego se disputó una final entre los dos mejores equipos de la fase regular.

## Equipos participantes

### Clasificación
| Pos. | Equipo      | Encuentros | Encuentros | Encuentros | Encuentros | Tantos | Tantos | Tantos | PB | PB | Puntos |
| Pos. | Equipo      | PJ         | PG         | PE         | PP         | F      | C      | Dif    | BO | BD | Puntos |
| ---- | ----------- | ---------- | ---------- | ---------- | ---------- | ------ | ------ | ------ | -- | -- | ------ |
| 1.º  | Crusaders   | 8          | 6          | 0          | 2          | 237    | 165    | +72    | 3  | 1  | 28     |
| 2.º  | Chiefs      | 8          | 5          | 0          | 3          | 187    | 230    | -43    | 0  | 0  | 20     |
| 3.º  | Blues       | 8          | 4          | 0          | 4          | 210    | 191    | +19    | 2  | 2  | 20     |
| 4.º  | Highlanders | 8          | 3          | 0          | 5          | 201    | 226    | -25    | 1  | 1  | 14     |
| 5.º  | Hurricanes  | 8          | 2          | 0          | 6          | 200    | 223    | -23    | 1  | 3  | 12     |

|  | Finalistas. |

## Fase Regular
Se confirmó el fixture

### Fecha 1
| 26 de febrero | Highlanders | 13 - 26 | Crusaders | Forsyth Barr Stadium, Dunedin |  |

| 27 de febrero | Hurricanes | 16 - 31 | Blues | Sky Stadium, Wellington |  |

### Fecha 2
| 5 de marzo | Chiefs | 23 - 39 | Highlanders | Waikato Stadium, Hamilton |  |

| 6 de marzo | Crusaders | 33 - 16 | Hurricanes | AMI Stadium, Christchurch |  |

### Fecha 3
| 13 de marzo | Crusaders | 39 - 17 | Chiefs | AMI Stadium, Christchurch |  |

| 14 de marzo | Blues | 39 - 17 | Highlanders | Eden Park, Auckland |  |

### Fecha 4
| 20 de marzo | Hurricanes | 29 - 35 | Chiefs | Sky Stadium, Wellington |  |

| 21 de marzo | Blues | 27 - 43 | Crusaders | Eden Park, Auckland |  |

### Fecha 5
| 26 de marzo | Highlanders | 19 - 30 | Hurricanes | Forsyth Barr Stadium, Dunedin |  |

| 27 de marzo | Chiefs | 15 - 12 | Blues | Waikato Stadium, Hamilton |  |

### Fecha 6
| 2 de abril | Crusaders | 12 - 33 | Highlanders | AMI Stadium, Christchurch |  |

| 3 de abril | Blues | 27 - 17 | Hurricanes | Eden Park, Auckland |  |

### Fecha 7
| 10 de abril | Highlanders | 23 - 26 | Chiefs | Forsyth Barr Stadium, Dunedin |  |

| 11 de abril | Hurricanes | 27 - 30 | Crusaders | Sky Stadium, Wellington |  |

### Fecha 8
| 16 de abril | Highlanders | 35 - 29 | Blues | Forsyth Barr Stadium, Dunedin |  |

| 17 de abril | Chiefs | 26 - 25 | Crusaders | Waikato Stadium, Hamilton |  |

### Fecha 9
| 23 de abril | Chiefs | 26 - 24 | Hurricanes | Waikato Stadium, Hamilton |  |

| 25 de abril | Crusaders | 29 - 6 | Blues | AMI Stadium, Christchurch |  |

### Fecha 10
| 30 de abril | Hurricanes | 41 - 22 | Highlanders | Sky Stadium, Wellington |  |

| 1 de mayo | Blues | 39 - 19 | Chiefs | Eden Park, Auckland |  |

## Fase Final

### Final
| 8 de mayo | Crusaders | 24 - 13 | Chiefs | AMI Stadium, Christchurch |  |

| Bandera de Nueva Zelanda |
| Campeón Crusaders        |
| Segundo título           |